# Celebes Ocidental

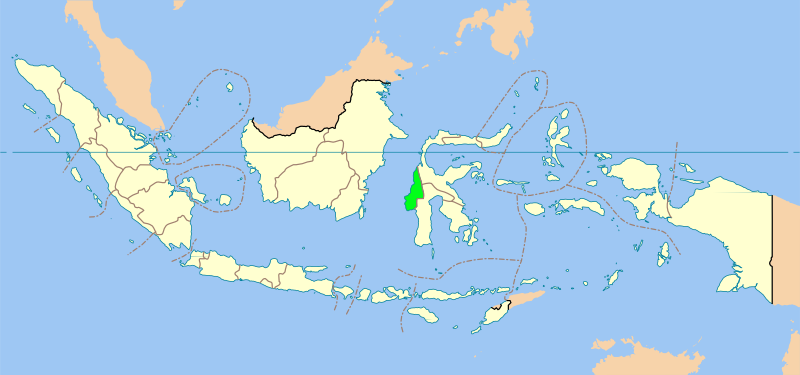
Mapa da Indonésia com a localização de Celebes Ocidental.

Celebes Ocidental (Sulawesi Barat, em indonésio) é uma província da Indonésia, localizada na ilha de Celebes. Sua capital é Mamuju. Criada em 2004, a província possui uma área é de 16 796,19 km² e uma população de 904 000 habitantes. Sua economia é baseada na mineração, agricultura e pesca. 
A província divide-se nos seguintes distritos (kabupaten): Polewali Mandar, Mamasa, Majene, Mamuju e Mamuju do Norte.